# MORAL
『MORAL』（モラル）は、日本のロックバンドであるBOØWYの1枚目のオリジナル・アルバム。
1982年3月21日にビクター音楽産業のInvitationレーベルからリリースされたデビュー作品である。ヤマハ主催のアマチュアロックバンドコンテスト「EAST WEST'79」にて決勝を争った2つのバンドにそれぞれ所属していた氷室狂介と布袋寅泰を中心に結成されたBOØWYのファーストアルバムであり、作詞は氷室および深沢和明、作曲は氷室および布袋、プロデュースはマライア所属の渡辺モリオが担当している。
レコーディングは1981年に日本国内にて行われ、氷室の旧友であった松井恒松および諸星アツシ、布袋の旧友であった深沢の他に氷室がBOØWY結成以前に在籍していたスピニッヂ・パワー所属の木村マモルによって進められたが、後に木村の代わりに新たなドラマーとして高橋まことが参加している。パンク・ロックを思わせる過激な歌詞やサウンドで構成されているが、ニュー・ウェイヴの影響を受けたアレンジが施されている点が特徴となっている。
本作収録曲は1曲もシングルカットされていない。また、後に未発表曲を加えた『MORAL+3』（1988年）や全曲トランスアレンジが加えられたリミックス・アルバム『MORAL-TRANCE MIX』（2002年）がリリースされた（後述）。本作はリリース当時にオリコンアルバムチャートにおいて最高位第80位という結果となったが、後にリリースされた『MORAL+3』は最高位第1位を獲得した。

## 背景
1979年、ヤマハ主催のアマチュアロックバンドコンテスト「EAST WEST'79」にて、氷室狂介が松井恒松らと結成したバンド「デスペナルティ」が関東・甲信越大会にて優勝し、中野サンプラザで開催される全国大会に出場するため上京する。同時期に、楽器店主催のコンテスト「A・ROCK」にて、布袋寅泰が後にBOØWYのマネージャーとなる土屋浩と共に結成したバンド「BLUE FILM」で優勝し、日本青年館で開催される全国大会に出場するため上京する。この当時、氷室と布袋はお互いに面識はあったものの、直接の交流はあまりなかった。
その後、全国大会にて入賞を果たした氷室は音楽事務所ビーイングと契約。1980年にデスペナルティのメンバーと共に氷室は再度上京、レコード会社との間で氷室のソロデビューの話が進んだ。演奏は氷室および松井、ドラマーの小沼俊昭によって行われたが、あまり評判を得られなかったためプロによる編曲とスタジオミュージシャンによる演奏に差し替えられたがリリースはされなかった。その後バンドとしての活動は中止となり、氷室は事務所の意向により1年間限定という形で既に活動していたバンド「スピニッヂ・パワー」にボーカリストとしての参加を余儀なくされ、また松井は「織田哲郎&9th IMAGE」へ参加することとなった。同年9月5日にスピニッヂ・パワーはシングル「HOT SUMMER RAIN」をリリース、 TBS系歌謡バラエティ番組『11時に歌いましょう』や日本テレビ系歌謡番組『NTV紅白歌のベストテン』（1969年 - 1981年）にテレビ出演を果たすなどプロとしての活動を行っていたが、記録的な冷夏の影響もありヒットに至らなかった。
その後、スピニッヂ・パワーから脱退し地元である群馬への帰省を考えていた氷室であったが、当時交際していた女性からチケットを渡されたことを切っ掛けに、1980年7月5日のRCサクセションによる日比谷野外音楽堂公演を観賞した。同公演を観賞して感銘を受けた氷室は、再度自身のバンドを結成する意志を固め、後日布袋に連絡を取った。六本木のアマンドで再会した氷室と布袋であったが、双方の音楽的嗜好が近いことなどから意気投合し、布袋も自身のバンドが空中分解し宙ぶらりんの状態であったためにバンド結成に同意、また氷室は布袋を連れてビーイングの事務所へ赴きスピニッヂ・パワーからの脱退と新たなバンドを結成する意志を事務所社長である長戸大幸に伝えた。長戸は氷室に対しバンド結成の許可を出したが、メンバーは自分で選定するよう要求した。その後、オーディションを行うもメンバーとして相応しい人材が見つからなかったが、かつてのバンド仲間であり9月に「織田哲郎&9th IMAGE」のメンバーとしてデビューしていた松井からバンドへの加入希望の連絡があり参加することが決定した。その後氷室が所属していたスピニッヂ・パワーは解散し、ドラマーであった木村マモルが氷室の元を訪れた際に氷室はバンドへの参加を要請する。木村はあくまでプロデューサーとしての参加を主張しながらも、ドラマーとして参加することが決定した。また布袋の提案によりサックスとして深沢和明、氷室の提案によりギターとして諸星アツシの参加が決定した。
事務所から自身の計画を音で示すよう指示されていた氷室は、リハーサルを繰り返していた中でデモテープを制作し事務所側に渡した。デモテープは事務所内で評判となり、長戸からイギリスのハードロックバンド「ガール」に対抗して「ボーイ」というバンド名を提案される。その後さらに長戸から横浜銀蝿の人気にあやかった「群馬暴威」というバンド名を提案されるもメンバーはこれを拒否、最終的には妥協案として「暴威」と命名された。その後原宿のクロコダイルにて初ライブを行い、数本のライブ実施後にメンバーからバンド名に関する不満が噴出したため改名された。改名に際して副社長であった月光恵亮からデヴィッド・ボウイの「BOWIE」を捩った「BOOWY」が提案され、そのままでは「ブーイ」と読まれてしまうことから「O」を1つ消す意味でスラッシュの入った「Ø」を入れ、改めて「BOØWY」へと変更された。

## 録音、制作
当初の曲作りは氷室の自宅にて布袋との2人作業でカセットデッキで行われた。初めに「IMAGE DOWN」が制作され、続けて「NO N.Y.」、[GUERRILLA」、「GIVE IT TO ME」などの曲が制作された。1980年10月中旬には本作収録曲の内、「INTRODUCTION」と「ENDLESS」を除く全曲の作曲が終了していた。当時の状況を氷室は「曲作りは布袋がウチに遊びに来て、お互い書いてたまってる曲を持ち寄って……そんな感じ」と述べた上で、「スタジオに入って、たとえばコード進行を適当に誰かが決めて、そこからメロディーやアレンジを考えていく方法ではぜんぜんない。コードもメロディーも決まってて、それをどうアレンジするか? ってところを、布袋とテープレコーダーを二台使ってダビングしながら。そのうちノイズの方が大きくなっちゃう（笑）」と述べている。リハーサルが進む中で、木村は氷室をプロデュースする視点で活動していたため、布袋の制作する楽曲のスタイルやギターが氷室の歌に合っていないとして氷室に疑問を投げかけ、布袋は木村のドラムが布袋の目指す音楽スタイルと合っていないとして、氷室にその点を指摘した。その後木村はプロデューサーとして様々なレコード会社へ音源を持ち込むも、事務所との連携不足や金銭面の問題で拒否されることがほとんどであった。月光も後年「理解してもらえなくてリリースまでなかなかこぎつけなかった」と述べている。同年の冬に氷室は制作したデモテープを長戸の元へ届け、正式なレコーディングの許可を得た。
1981年に入り、スターシップスタジオとスタジオバードマンにてレコーディング作業が開始された。プロデュースは、氷室曰く「けっこうスゴ腕でマニアックなバンド」である「マライア」で活動していた渡辺モリオが担当した。腕利きのミュージシャンによって結成されたフュージョン系のグループであるマライアは、当時ビーイングに所属しておりビーイング系サウンドのスタジオサポートも行っていた。マライアのアルバム『YEN TRICKS』でデビューしていた渡辺は、当時パンク・ロックに傾倒していたためBOØWYのアルバムプロデュースを任された。レコーディングに関する技術的なことをBOØWYメンバーが認識できていなかったため、レコーディング作業は困難を極めた。メンバーのほとんどが群馬出身の友人同士であったことから氷室は「ほとんどアマチュアのノリ」であったと述べている他、レコーディングやプロデュースワークなどに関する知識も全く持ち合わせていなかったと述べている。当時陣内孝則率いるザ・ロッカーズが寺院で一発録りでレコーディングしたことが話題となるなど一発録りが流行していたこともあり、本作も楽曲はほとんどが一発録りで行われ、歌入れも同時に行われた。布袋は後に「アマチュアのミュージシャンがスタジオで練習しているのをそのまま録ったようなアルバム」と評し、「俺もとりあえず初めから最後まで間違えなきゃいいというノリでプレイしていた」と述べている。
レコーディングが進むにつれ、木村のドラムと他メンバーとのリズム感の違いが明確となり、木村はドラマーのオーディションを提案。このオーディションによって新たなドラマーとして高橋まことが加入する事となり、木村は6月を以って脱退となった。高橋はかつてノーランズの前座としてツアーを行っている時に知り合ったギタリストの山田淳から促される形で同年5月11日に新宿ロフトでのBOØWYの初ライブを観賞。その際に連絡先を交換した氷室と高橋であったが後日氷室からスタジオリハーサルへの参加を打診され、「IMAGE DOWN」を演奏する際に高橋が大声でカウントを取ったことから松井が笑いだしてベースが弾けなくなる事態となった。しかしリハーサル後に氷室から正式にバンド加入の誘いを受けた高橋はこれを快諾した。本アルバムの大半の曲のドラムは木村が叩いており、「MASS AGE」と「MORAL」の2曲のみ高橋が演奏しているバージョンに差し替えられている。ライブにおいては「IMAGE DOWN」のイントロにサックスが加味されるなど深沢は全曲で演奏しているが、レコーディングでのサックス演奏は「MASS AGE」のみとなっている（コーラスとしては多数の曲に参加）。
また本作リリース後にビクター側から次作の打診があったため、「OUT!!」「DAKARA」「LET'S THINK」の3曲がビクタースタジオにてレコーディングされた。高橋によれば次作としてパンク路線のアルバムを制作予定であったという。しかし、レコード会社も事務所もこの3曲に関して全く興味を示さなかったためお蔵入りとなった。この音源は後に『MORAL+3』としてリリースされた。氷室は「OUT!!」と「DAKARA」は本作の没テイクであり、「LET'S THINK」は次作『INSTANT LOVE』（1983年）の際の没テイクであると述べている。没になった理由について氷室は、「録ったテープがみんなで気に入らないという、それだけのことだと思うよ。録ったけどうまく演奏できてないとか、そんな次元じゃないの（笑）。もう十曲あるし、これやめとこうって」と述べている。

## 音楽性と歌詞
松井は自著『記憶』において、布袋が当初制作していたデモテープではニュー・ウェイヴやアート・ロック、パンクなどが混在していたが、バンドのプレイスタイルの基本としてパンクから始めるとの方向性によって本作の音楽性が決定されたと述べている。当時のロックシーンは東京ロッカーズなどのムーブメントが一段落ついた後でパンクも徐々に下火になっており、アナーキーやARBの後にTHE MODSやルースターズなどの博多出身のビート系バンドが登場していた時期であると氷室は述べた上で、「BOØWYはどこに所属させていいのかわからないバンドだったんじゃないかな?」と後年インタビューにおいて述べている。当時のBOØWYの音楽性について氷室は、歌詞は過激でありながらもポップであり歌い方や姿勢はパンクではなかったことから「オレたちの音楽はわかりづらいんだなってことは感じてた」と述べている。
本作の音楽性について音楽誌『音楽誌が書かないJポップ批評18 BOØWYと「日本のロック」』においてライターの根本桃GO!は、パンクおよびニューウェイヴを意識した内容ではあるが「安全」な音になっており、「いまひとつ過激になりきれない、そしてベタにならざるを得ない根っからの大衆性」があると指摘した。また『音楽誌が書かないJポップ批評43 21世紀のBOØWY伝説』において音楽評論家の市川哲史は本作が氷室の「初期衝動の塊」であると位置付け、当時のヤンキー文化の影響を受けたロックバンドと異なっていた部分は「スタイリッシュな香りが漂っていた点」ではないかと指摘、「NO N.Y.」は「下世話だけどロマンティック」であると述べ、氷室のボーカルは「日本独自の正統派」である艶っぽさを持ち矢沢永吉を思わせると指摘、さらに布袋によるスマートなアレンジはイギリスのニュー・ウェイヴに対する「真摯な愛情」に満ちていると表現した。
音楽情報サイト『CDジャーナル』では、サウンドがニュー・ウェイヴ仕様であり後のハイブリッド・ポップの範疇に入る内容であるとした他、氷室と布袋が本作の時点でメロディ重視で楽曲制作していた点を指摘、『ローチケHMV』では、ジャケットに写るメンバーの写真に関して「完全にパンクバンド」とした他、「ギラついたパンクサウンド」であり「過激な歌詞が詰まったパンクサウンドが展開される」と表現した。
月光は歌詞に関して、メッセージ性の強さは当時のムーブメントの影響以外にも、スピニッヂ・パワー所属時の氷室の不満が鬱積した結果が言葉に出ていると推測し、また氷室の歌詞は群馬弁も使用されているが「リアリティーがあってそれも面白いんじゃないかって、ほとんど手直しをしなかった」と述べている。

## 楽曲

### SIDE 1
1. 「INTRODUCTION」（イントロダクション）
インストゥルメンタル曲であり、布袋の意向により最後に作られた曲[51]。ビーイングのスタッフであった月光恵亮は「布袋はBOØWYを尊重する曲を作りたかったのではないか」と述べている[51]。6人編成時代のライブで登場テーマとして使用され、初期のライブでは生演奏されていた[52]。『音楽誌が書かないJポップ批評43 21世紀のBOØWY伝説』にてライターの安部薫は本曲がアヴァン・ポップである事からも本アルバムが純粋なパンクを目指していた訳ではない事や、宅録風の重ね録りからすでに布袋がプロデューサーとしての才を持っていたと主張している[53]。
2. 「IMAGE DOWN」（イメージ・ダウン）
詳細は「IMAGE DOWN」の項を参照。
3. 「SCHOOL OUT」（スクール・アウト）
タイトル通り、退学を示唆する楽曲。氷室から歌詞を提示され「何か一言で言える言葉はない?」と聞かれた月光がタイトルを決定した[51]。月光はアリス・クーパーによる同名曲「スクールズ・アウト」（1972年）がかつてヒットした事も指摘している[51]。本曲の影響によりライブハウスなどで実際に退学を報告に来た若者がおり、疑問を感じた氷室が一時期ライブでの演奏を封印していた[52]。『音楽誌が書かないJポップ批評43 21世紀のBOØWY伝説』にてライターの宮城正樹は「初期サザンオールスターズの猥雑感とキャロル系ストレート・ロックの2面を併せ持ったような快曲」と述べ、クールスや横浜銀蝿などの革ジャン・ロックにも類する曲であると述べている[54]。書籍『PERFECT BOOK BOØWY』では「不良学生をテーマとした反骨精神溢れる曲」であると紹介されており、「喧嘩やお礼参り等、当時の不良文化が色濃く表れている」と記されている他、自主退学を促す内容が影響した前述の逸話がファンの間で有名になっていることに触れた上で、氷室が「歌詞のあり方」について考えさせられる結果になったことを記している[55]。
4. 「ÉLITE」（エリート）
ライブでの演奏時には、「イカれた、だらしねえ会社員に贈るぜ!」というMCが行われていた[52]。歌詞の内容に関して『音楽誌が書かないJポップ批評18 BOØWYと「日本のロック」』では、デスペナルティを解散させられスピニッヂ・パワーでディスコ調の曲を歌わされていた氷室の嘆息ではないかと推測している[52]。『音楽誌が書かないJポップ批評43 21世紀のBOØWY伝説』にてライターの安部薫は「ソリッドなパンクナンバーで、反エリート主義を高らかに宣言」と述べている[56]。書籍『PERFECT BOOK BOØWY』では「世の中の『エリート』達のズルさや不義理に対し、ありったけの皮肉を込めた歌」であると紹介されており、曲調や歌詞がパンクそのものであるとした上で、「まだ洗練されていない彼らが感情剥き出しで叩き付ける荒削りな表現こそが初期のこういった曲における聴き所である」と記されている[55]。
5. 「GIVE IT TO ME」（ギヴ・イット・トゥー・ミー）
原題は「PLEASE TELL ME」であり、BOØWY以前の氷室の過去作である「男の言い草」という曲がモチーフとして使用されている[55]。曲調は月光のアドバイスを受けている[51]。ライブでは「女の子だけに贈る歌です!」と氷室によってMCされていた[52]。書籍『PERFECT BOOK BOØWY』では「『お前の体だけが欲しい』というアンチ・ラブソング」であると紹介されている[55]。3枚目のシングル「わがままジュリエット」（1986年）のB面にはアレンジ版が収録されている[55]。
6. 「NO N.Y.」（ノー・ニューヨーク）
詳細は「NO. NEW YORK」の項を参照。

### SIDE 2
1. 「MASS AGE」（マス・エージ）
6人編成時代の代表的なオープニングナンバー[52]。タイトルはスペルが違うので「メッセージ」ではなく、「マスターベーション・エイジ」の意味であり氷室が命名した[57]。月光は氷室に関して「世の中を斜めに見させたら天下一品だと思ってます」と述べている[57]。書籍『PERFECT BOOK BOØWY』では「ハイテンポなパンクロック」であると紹介されており、スタジオ録音よりもライブ演奏の方がファンに好評であった曲であると触れた上で、「ステージ上では一層荒く盛り上がる」と記している[55]。歌詞の内容は聴衆に訴えかけるものになっている[55]。
2. 「WATCH YOUR BOY」（ワッチ・ユア・ボーイ）
1980年に発生した神奈川金属バット両親殺害事件を題材とした曲[52][55]。歌詞の内容に関して『音楽誌が書かないJポップ批評18 BOØWYと「日本のロック」』では、「家庭内暴力などの世相に対して、かなり偽悪的で挑発的な言葉が並ぶ」と記されている[52]。『音楽誌が書かないJポップ批評43 21世紀のBOØWY伝説』にてライターの宮城正樹は本曲を「一発録り的な瞬発力を持ったストレートな革ジャン・ロック」としながらも、間奏に笑い声が挿入されている事やアウトロでダブの要素がある事など実験的要素が強い曲でもあると主張した[58]。書籍『PERFECT BOOK BOØWY』では歌詞の内容について「初期の彼ららしく非常にシニカルで、風刺と皮肉に満ちている」と記している[55]。
3. 「RATS」（ラッツ）
アイルランドのバンドであるブームタウン・ラッツの影響を受けて作られた曲[57][55]。ライブハウス時代の後期までアレンジを変更しながらセットリストに残り続けた[52]。書籍『PERFECT BOOK BOØWY』では歌詞の内容について「若者達の薄っぺらい人間関係を痛烈に皮肉ったもの」であると紹介した上で、「その表現方法は当時の彼ららしいストレートなものだが『本音が最後の切り札』という一言が心に残る」と記している[55]。
4. 「MORAL」（モラル）
人間の二面性をテーマにした曲。氷室による「人は歪んでるから本音という大義名分の裏側にもう1つの本音がある」という考え方が反映された曲であり、氷室自身は歌詞とは逆の人間になりたいという欲求を持っていたという[57]。歌詞は氷室の同級生であった山田かまちの死を題材としている[52]。また、山田の感性の鋭さは氷室にも影響を与えたと言われている[52]。書籍『PERFECT BOOK BOØWY』では「『人の不幸が大好き』と連呼する尖った曲。人間の汚い部分を浮き彫りにしている」と紹介されており、山田の死を題材にしているものの氷室がそれを喜んでいた訳ではないことを指摘した上で、「初期の彼らの露悪的な部分を前提に聴くべき」であると記している[55]。トリビュート・アルバム『BOØWY Respect』（2003年）において、ロットングラフティーによるカバーが収録されている[59]。
5. 「GUERRILLA」（ゲリラ）
『音楽誌が書かないJポップ批評18 BOØWYと「日本のロック」』では、「畳みかける言葉の洪水でサラリーマンの悲哀を描く」と記され、ライブハウス時代にはアンコール前に近い曲順で演奏されていた[52]。『音楽誌が書かないJポップ批評43 21世紀のBOØWY伝説』にて社会学研究家の木島由晶はサラリーマンの悲哀を描いた歌詞がUNICORNのようであり、スカコア風のサウンドはレピッシュのようであると主張した[53]。書籍『PERFECT BOOK BOØWY』では「スカパンクのような曲調で、サラリーマンに対する皮肉を込めた曲」であると紹介されており、曲中に挿入される布袋の「僕、今けっこう幸せだな」と松井の「夕べ、徹マンでまだ眠いんだがね」というセリフなども含めて「遊び心満載で、彼らのユーモアが感じられる一曲」であると記されている[55]。
6. 「ON MY BEAT」（オン・マイ・ビート）
1981年5月の新宿ロフトライブで演奏され、「キレた演奏がいい」と評判になった[52]。初期のライブでは必ずアンコール前後に演奏され、メンバーやファンが完全燃焼するための曲となっていた[52]。BOØWYの信条を表した曲[60]。書籍『PERFECT BOOK BOØWY』では「反骨精神剥き出しで疾走する、初期の彼らを体現した楽曲」であると紹介されており、同書では後の布袋ソロの音楽を彷彿させる「爽快なロック」であると指摘した上で、「ノリの良さに関しては本アルバム随一と言える」と記されている他、「何より『布袋サウンド』はこの時点で既に確立していた事を確認出来る」と記されている[55]。ライブ・アルバム『“GIGS” CASE OF BOØWY』（1987年）では氷室がMCで「BOØWYの歴史の中で絶対この曲外せないというやつを一番最後に贈ります」と言っている。トリビュート・アルバム『BOØWY Respect』において小島によるカバーが収録されたほか[59]、コブクロによるカバーがアルバム『ALL COVERS BEST』（2010年）に収録されている[61]。
7. 「ENDLESS」（エンドレス）
作詞にクレジットされている「MOONLIGHT」とは月光のことであり、氷室からの依頼により歌詞の内容を英語に訳詞した[57][55]。英詞の意味は、「いくつの列車に乗り継いで、旅を続けなければいけないのか」という意味である[57]。初期のライブではアンコール終了後のSEとして流される事が多かったが、「暴威」時代には超高速テンポで演奏される事もあった[52][55]。『音楽誌が書かないJポップ批評18 BOØWYと「日本のロック」』では、「統一感のないアルバムの最後を飾るに相応しい静かなエンディングナンバー」と記された他、「当時の彼らの中途半端さが同居している印象」とも記されている[52]。後にリリースされたシングル「わがままジュリエット」のカップリング曲であった「BEGINNING FROM ENDLESS」の原曲となった[52]。トリビュート・アルバム『BOØWY Respect』において、SENSHO1500 from smorgasによるカバーが収録されている[59]。

## リリース
本作は当初日本フォノグラムからリリースされる予定であったが、歌詞やファッションなどがレコード会社から問題視された。パンク・ロック色が強く、歌詞のイメージが汚いとレコード会社側がリリースをためらっていたため、1981年の夏に全てのレコーディングが終了しているにもかかわらず、同年に本作はリリースされなかった。高橋の自著『スネア』によれば、「IMAGE DOWN」の歌詞が特に問題視され、様々なレコード会社からリリースを断られたと記されている。結果として「IMAGE DOWN」は歌詞の書き直しが行われたが、それでもレコード会社の了承は得られなかった。レコード会社の会議において本作のリリースが決定されない状態が続き、BOØWYはその間に月1本程度のライブ活動のみを行う状態になっていた。最終的にはビクター音楽産業からリリースされることが決定し、その間に2曲だけドラムを高橋が演奏した音源に差し替えるためにレコーディングが行われた。そして1982年3月21日正式にビクターのInvitationレーベルからLPでリリースされた。
後に1985年9月5日にLPで再リリースされた他、1986年2月5日に初CD化され、以後1989年2月21日にはCDおよびカセットテープで、1990年4月21日にはCDのみ再リリースされた。またボックス・セットである『BOØWY COMPLETE』に収録される形で1991年12月24日、1993年3月3日、2002年3月29日の計3回リリースされ、2002年版では初めてデジタルリマスター版が収録された。2004年9月22日にはデジタルリマスター版が単体でリリース、解散宣言から20年となる2007年12月24日にはデジタルリマスターの紙ジャケット仕様でリリースされた。その後もデビューから30周年となる2012年12月24日にはSHM-CDでリリース、2017年3月8日にはK2HD PROマスタリングの紙ジャケット仕様、完全限定生産盤としてリリースされた。
1987年12月24日の渋谷公会堂公演での解散宣言後となる1988年2月3日には、ジャケットがリニューアルされた上にビーイングが所有していた当時の未発表曲3曲が追加された『MORAL+3』がリリースされ、同日には未発表曲3曲のみを収録したシングル「DAKARA」がリリースされた。同作がリリースされた際に、氷室は布袋とともに原宿にあるビクターまで出向き「レコードが出たらしいので、BOØWYメンバーなんですけどレコード下さい」と催促し、ビクター側からは「BOØWYの誰ですか?」と聞かれたため「ヴォーカルとギターですけど」と返答したものの、「すいません、今担当がいないのでレコードはありません」と言われて手ぶらで帰る羽目になったエピソードを明かしている。自身で購入することも出来ないため、氷室は同作を所持していないと述べている。また氷室は『月刊カドカワ』1991年4月号において、未発表曲は収録された3曲以外に「たった一度のLOVE SONG」という曲が存在すると明かしており、『MORAL+3』に収録されていない理由として「事務所の権利関係で出せなかったんじゃないかな」と推測している。2002年1月23日には全曲トランスアレンジが施されたリミックス・アルバム『MORAL-TRANCE MIX』がリリースされ、初回限定盤付属として『MORAL+3』のデジタルリマスタリング盤が収録された。2003年12月25日には『MORAL+3』が単体としてリリースされ、2004年1月21日にはDVD-Audioとしてもリリースされた。

## プロモーション
リリース時にジャケットの帯に「エアロスミスとアナーキーとサザンを足して3で割ったバンド」、「ラスト・パンク・ヒーロー」というキャッチコピーが記載され、レコード会社側はBOØWYを当時流行していたパンク・ロックバンドの一つとして売り出そうとしていたが、メンバーは本格的なパンクを目指しているわけではなく、またアルバムがリリースされるまでの半年間で音楽性が変化していたこともあり、精神的に落胆することとなった。しかし松井は後年、「そんな宣伝文句、本当にあったとは思えない」、「誰かが言ったことに、枝葉が付いて広まっている」としてこのキャッチコピーの存在を否定している。
氷室は後に自身を含めたメンバーのコンタクトの取り方が悪かった面もあると認めた上で、レコード会社とのコミュニケーションが全く機能していなかったと述べた他、「ラスト・パンク・ヒーロー」というキャッチコピーによって誤解したまま集客された観客に対して責任を取らなければならないことや、本来であれば氷室も布袋もウルトラヴォックスのような「物憂いマイナー・メロディアス」の方向性を望んでいたことなどから後に音楽性を変更した。
また、本作リリースと同年の9月24日に日本テレビ系テレビドラマ『太陽にほえろ!』（1975年 - 1986年）の第524話「ラガーのラブレター」にて、新宿ロフトでのBOØWYのライブシーンが数秒間だけ放送され、BOØWYとしては初のテレビ出演となった。また同回ではその後の喫茶店でのシーンにてリリース前の「FUNNY BOY」が店内BGMとして使用された。

## 批評
| 専門評論家によるレビュー      | 専門評論家によるレビュー          |
| レビュー・スコア              | レビュー・スコア                  |
| 出典                          | 評価                              |
| ----------------------------- | --------------------------------- |
| CDジャーナル                  | サウンド: 否定的 存在価値: 肯定的 |
| 音楽誌が書かないJポップ批評18 | サウンド: 肯定的 存在価値: 肯定的 |
| 音楽誌が書かないJポップ批評43 | サウンド: 肯定的 完成度: 否定的   |

批評家達からの本作のサウンド面に対する評価は賛否両論となっており、音楽誌『音楽誌が書かないJポップ批評18 BOØWYと「日本のロック」』においての根本桃GO!は、本作の音楽性や歌詞が「いまひとつ過激になりきれない、そしてベタにならざるを得ない根っからの大衆性」と持っていると述べ、本作のベタな要素は確信犯的ではなく無意識の産物であったとした上で、「BOØWYの凄みは、"ベタ"の臨界点を超え、孤高の世界にまで突き抜けてしまったところにある」と肯定的に評価、『音楽誌が書かないJポップ批評43 21世紀のBOØWY伝説』において市川哲史は、「NO N.Y.」に関して「下世話だけどロマンティックな世界観」、氷室のボーカルに関して「『日本独自の正統派』ボーカルの艶っぽさ」、布袋のアレンジに関しては「英国ニューウェイヴへの『真摯な愛情』に満ちたスマートなアレンジ」と述べた上で、全てが日本のパンク・ロック史上初であり「決して粗野なだけではない『文系』感を持った」作品であったと肯定的に評価したが、音楽情報サイト『CDジャーナル』では『MORAL+3』のレビューとして「音の方はスカスカのアレンジとミックス」と否定的に評価した。
また本作の完成度や存在価値に関しても賛否両論となっており、『CDジャーナル』では氷室によるボーカルが「思っきり皮肉で投げやりかつ粗暴」であるとしながらも全体をリードしていると主張した上で「原石の魅力」があるとし、『音楽誌が書かないJポップ批評18 BOØWYと「日本のロック」』において根本は「彼らの天賦の資質が、加工されていない生の状態で凝縮されている」として両者とも同様に本作を肯定的に評価したが、『音楽誌が書かないJポップ批評43 21世紀のBOØWY伝説』において市川は本作の完成度に関して「あまりに幼すぎた、青かった」として否定的な評価を下した。
氷室は当時のBOØWYについて「自分たちはけっこう大層なもんだと思ってたんだけど、実際の評価はぜんぜんそれに伴っていないという感じだった」と述べており、当時は「ARBとアナーキーを足して二で割ったようなバンド」というような評価しか与えられていなかったとも述べている。リリース前の時点ではランキングチャートにおいて第1位を獲得できると確信していた布袋は、チャート圏外でどこのレコード店にも置かれていなかったという事実に困惑したと述べている。しかしその原因はレコード会社や事務所、販売店ではないことを自身が一番理解していたとも布袋は述べており、様々なレコードを聴き漁っていた布袋は本作が基準に達していないことを察知し、その理由について「制作時間が少なかったとか、エンジニアの音がバンドに合わなかった、などという以前に、バンドが一つになっていなかった。みんな自分のパートをこなすのに精一杯だった。音作りに関しても俺たちはあまりにも無知だった」と述べている。

## チャート成績
本作はオリコンアルバムチャートにおいて最高位第80位の登場週数3回で売り上げ枚数は0.2万枚となった。布袋は自著『秘密』にて本作は全く売れなかったと述べた他、初回プレスは数千枚であり、そのほとんどが後に返品されたとも述べている。この結果に関して氷室は、バンドの商業的な成功などを考える余裕がまったくないまま制作された作品であると述べた上で、「BOØWYの結成直前にやってたバンドでいろいろすったもんだあって、とにかくそこから逃げたい一心で布袋に電話をして始めたバンドだったから、目算とかがぜんぜんない。お金が入ってくるとかこないとかの次元じゃなくてやり続けていきたいなってところで組んだバンドだから」とも述べている。本作は事務所内でも評判が悪く、事務所側からは「もっと計算で音楽を作らなきゃ売れないよ」とも言われていたと氷室は述べた上で、「やっぱり子どもだし、その辺を計算できないというか、それよりはもっと自分たちの追求する音楽をやりたいってところだったな」と述べている。氷室は次作『INSTANT LOVE』の時期までは印税収入はほとんどない状態であったと述べた上で、「アルバム一枚出して七千円とか（笑）そういう世界だったから。やってることはアマチュアの延長線上だけど、充実感はかなりあったよ」と述べている。その後1986年にリリースされた再リリース盤は、同チャートにおいて最高位第85位の登場週数3回で売り上げ枚数は0.5万枚となった。
解散宣言後の1988年にリリースされた『MORAL+3』は最高位第1位の登場回数19回で売り上げ枚数は37.8枚となり、ビーイングが制作に関与した作品としては初の第1位獲得となった。その後『MORAL』としての再リリース盤は、1989年版が最高位第2位の登場週数8回で売り上げ枚数は8.6万枚、1990年版が最高位第88位の登場週数2回で売り上げ枚数は0.3万枚、2012年版が最高位第92位の登場週数2回で売り上げ枚数は0.2万枚となった。『MORAL＋3』はBOØWYのアルバム売上ランキングにおいて第7位となったほか、1989年版は第15位、1990年版は第25位、2012年版は第40位となっている。ねとらぼ調査隊によるBOØWYのアルバム人気ランキングでは2021年および2023年の2回の調査において第6位となった。

## 収録曲

### MORAL
- CDブックレットに記載されたクレジットを参照[82]。

| #         | タイトル                                      | 作詞      | 作曲      | 編曲      | 時間  |
| --------- | --------------------------------------------- | --------- | --------- | --------- | ----- |
| 1.        | 「INTRODUCTION」(イントロダクション)          |           | 布袋寅泰  | 布袋寅泰  | 0:36  |
| 2.        | 「IMAGE DOWN」(イメージ・ダウン)              | 氷室狂介  | 布袋寅泰  | 布袋寅泰  | 3:02  |
| 3.        | 「SCHOOL OUT」(スクール・アウト)              | 氷室狂介  | 氷室狂介  | 布袋寅泰  | 2:30  |
| 4.        | 「ÉLITE」(エリート)                           | 氷室狂介  | 氷室狂介  | 布袋寅泰  | 2:18  |
| 5.        | 「GIVE IT TO ME」(ギヴ・イット・トゥー・ミー) | 氷室狂介  | 氷室狂介  | 布袋寅泰  | 2:45  |
| 6.        | 「NO N.Y.」(ノー・ニューヨーク)               | 深沢和明  | 布袋寅泰  | 布袋寅泰  | 3:31  |
| 合計時間: | 合計時間:                                     | 合計時間: | 合計時間: | 合計時間: | 14:42 |

| #         | タイトル                                 | 作詞      | 作曲      | 編曲      | 時間  |
| --------- | ---------------------------------------- | --------- | --------- | --------- | ----- |
| 7.        | 「MASS AGE」(マス・エージ)               | 氷室狂介  | 布袋寅泰  | 布袋寅泰  | 3:12  |
| 8.        | 「WATCH YOUR BOY」(ワッチ・ユア・ボーイ) | 深沢和明  | 布袋寅泰  | 布袋寅泰  | 2:38  |
| 9.        | 「RATS」(ラッツ)                         | 氷室狂介  | 氷室狂介  | 布袋寅泰  | 2:43  |
| 10.       | 「MORAL」(モラル)                        | 氷室狂介  | 氷室狂介  | 布袋寅泰  | 2:20  |
| 11.       | 「GUERRILLA」(ゲリラ)                    | BOØWY     | 布袋寅泰  | 布袋寅泰  | 2:25  |
| 12.       | 「ON MY BEAT」(オン・マイ・ビート)       | 氷室狂介  | 布袋寅泰  | 布袋寅泰  | 2:18  |
| 13.       | 「ENDLESS」(エンドレス)                  | MOONLIGHT | 布袋寅泰  | 布袋寅泰  | 1:30  |
| 合計時間: | 合計時間:                                | 合計時間: | 合計時間: | 合計時間: | 17:06 |

### MORAL+3
- CDブックレットに記載されたクレジットを参照[83]。
- 太字タイトルは追加楽曲。

| #         | タイトル          | 作詞      | 作曲      | 編曲      | 時間  |
| --------- | ----------------- | --------- | --------- | --------- | ----- |
| 1.        | 「INTRODUCTION」  |           | 布袋寅泰  | 布袋寅泰  | 0:36  |
| 2.        | 「IMAGE DOWN」    | 氷室狂介  | 布袋寅泰  | 布袋寅泰  | 3:01  |
| 3.        | 「SCHOOL OUT」    | 氷室狂介  | 氷室狂介  | 布袋寅泰  | 2:30  |
| 4.        | 「ÉLITE」         | 氷室狂介  | 氷室狂介  | 布袋寅泰  | 2:18  |
| 5.        | 「GIVE IT TO ME」 | 氷室狂介  | 氷室狂介  | 布袋寅泰  | 2:43  |
| 6.        | 「NO N.Y.」       | 深沢和明  | 布袋寅泰  | 布袋寅泰  | 3:30  |
| 7.        | 「OUT!!」         | 氷室狂介  | 氷室狂介  | 布袋寅泰  | 2:06  |
| 8.        | 「LET'S THINK」   | 氷室狂介  | 布袋寅泰  | 布袋寅泰  | 4:50  |
| 合計時間: | 合計時間:         | 合計時間: | 合計時間: | 合計時間: | 21:34 |

| #         | タイトル           | 作詞      | 作曲      | 編曲      | 時間  |
| --------- | ------------------ | --------- | --------- | --------- | ----- |
| 9.        | 「MASS AGE」       | 氷室狂介  | 布袋寅泰  | 布袋寅泰  | 3:12  |
| 10.       | 「WATCH YOUR BOY」 | 深沢和明  | 布袋寅泰  | 布袋寅泰  | 2:37  |
| 11.       | 「RATS」           | 氷室狂介  | 氷室狂介  | 布袋寅泰  | 2:42  |
| 12.       | 「MORAL」          | 氷室狂介  | 氷室狂介  | 布袋寅泰  | 2:19  |
| 13.       | 「GUERRILLA」      | BOØWY     | 布袋寅泰  | 布袋寅泰  | 2:24  |
| 14.       | 「ON MY BEAT」     | 氷室狂介  | 布袋寅泰  | 布袋寅泰  | 2:17  |
| 15.       | 「ENDLESS」        | MOONLIGHT | 布袋寅泰  | 布袋寅泰  | 1:26  |
| 16.       | 「DAKARA」         | 氷室狂介  | 氷室狂介  | 布袋寅泰  | 3:51  |
| 合計時間: | 合計時間:          | 合計時間: | 合計時間: | 合計時間: | 20:48 |

## スタッフ・クレジット
- CDブックレットに記載されたクレジットを参照[84]。

### BOØWY
- 氷室狂介 – ボーカル
- 布袋寅泰 – ギター、キーボード、コーラス
- 深沢和明 – サックス[注釈 7]、コーラス
- 諸星アツシ – ギター
- 松井恒松 – ベース
- 高橋まこと – ドラムス

### スタッフ
- 渡辺モリオ（マライア） – サウンド・プロデュース
- 星加哲 – ディレクター
- 小野誠彦 – レコーディング・エンジニア、リミックス・エンジニア
- 月光恵亮 – イメージング・コーディネーター、デザイン
- 東元晃 – エグゼクティブ・プロデューサー
- 長戸大幸（ビーイング） – エグゼクティブ・プロデューサー

- 月光恵亮 & MOONSHINE PROJECT – アートディレクション
- 居坂和典 – 写真撮影
- TAMA CHAN – メイクアップ
- 木村マモル – スペシャル・サンクス
- ELK. – スペシャル・サンクス

## チャート
| チャート         | リリース年 | タイトル | 最高順位 | 登場週数 | 売上数   | 規格       | 出典   |
| ---------------- | ---------- | -------- | -------- | -------- | -------- | ---------- | ------ |
| 日本（オリコン） | 1982年     | MORAL    | 80位     | 3回      | 0.2万枚  | LP         | [ 3 ]  |
| 日本（オリコン） | 1986年     | MORAL    | 85位     | 3回      | 0.5万枚  | CD         | [ 4 ]  |
| 日本（オリコン） | 1988年     | MORAL+3  | 1位      | 20回     | 8.2万枚  | LP         | [ 3 ]  |
| 日本（オリコン） | 1988年     | MORAL+3  | 1位      | 19回     | 37.8万枚 | LP, CT, CD | [ 4 ]  |
| 日本（オリコン） | 1989年     | MORAL    | 2位      | 9回      | 0.6万枚  | LP         | [ 3 ]  |
| 日本（オリコン） | 1989年     | MORAL    | 2位      | 8回      | 8.6万枚  | LP, CT, CD | [ 4 ]  |
| 日本（オリコン） | 1990年     | MORAL    | 88位     | 2回      | 0.3万枚  | CD         | [ 4 ]  |
| 日本（オリコン） | 2012年     | MORAL    | 92位     | 2回      | 0.2万枚  | SHM-CD     | [ 86 ] |

## リリース日一覧

### MORAL
| No. | リリース日     | レーベル                   | 規格   | カタログ番号 | 備考                                                                                    | 出典               |
| --- | -------------- | -------------------------- | ------ | ------------ | --------------------------------------------------------------------------------------- | ------------------ |
| 1   | 1982年3月21日  | ビクター／Invitation       | LP     | VIH-28076    |                                                                                         | [ 3 ]              |
| 2   | 1985年9月5日   | ビクター／Invitation       | LP     | VIH-6077     |                                                                                         | [ 87 ]             |
| 3   | 1986年2月5日   | ビクター／Invitation       | CD     | VDR-1149     |                                                                                         | [ 4 ]              |
| 4   | 1989年2月21日  | ビクター／Invitation       | CD     | VDR-5281     |                                                                                         | [ 4 ]              |
| 5   | 1989年2月21日  | ビクター／Invitation       | CT     | VCF-1617     |                                                                                         | [ 4 ]              |
| 6   | 1990年4月21日  | ビクター／Invitation       | CD     | VICL-2011    | ライナーノーツは音楽ライターの宮部知彦が担当                                            | [ 4 ] [ 88 ] [ 1 ] |
| 7   | 1991年12月24日 | 東芝EMI／イーストワールド  | CD     | TOCT-6390    | CD-BOX『BOØWY COMPLETE LIMITED EDITION』収録                                            | [ 89 ]             |
| 8   | 1993年3月3日   | 東芝EMI／イーストワールド  | CD     | TOCT-6390    | CD-BOX『BOØWY COMPLETE REQUIRED EDITION』収録                                           | [ 90 ]             |
| 9   | 2002年3月29日  | 東芝EMI／イーストワールド  | CD     | TOCT-24790   | CD-BOX『BOØWY COMPLETE 21st CENTURY 20th ANNIVERSARY EDITION』収録 デジタルリマスター盤 | [ 91 ] [ 92 ]      |
| 10  | 2004年9月22日  | ビクターエンタテインメント | CD     | VICL-41147   | デジタルリマスター盤                                                                    | [ 93 ] [ 94 ]      |
| 11  | 2007年12月24日 | ビクターエンタテインメント | CD     | VICL-62670   | デジタルリマスター盤 、紙ジャケット仕様、LP盤のレーベルを再現                           | [ 95 ] [ 96 ]      |
| 12  | 2012年12月24日 | ビクターエンタテインメント | SHM-CD | VICL-70099   |                                                                                         | [ 97 ] [ 98 ]      |
| 13  | 2013年1月15日  | ビクターエンタテインメント | AAC-LC | -            | デジタル・ダウンロード                                                                  | [ 99 ]             |
| 14  | 2017年3月8日   | ビクターエンタテインメント | CD     | VICL-64747   | K2HD PROマスタリング、紙ジャケット仕様、完全生産限定盤                                  | [ 100 ] [ 101 ]    |

### MORAL+3
| No. | リリース日     | レーベル                   | 規格   | カタログ番号 | 備考                                                            | 出典                |
| --- | -------------- | -------------------------- | ------ | ------------ | --------------------------------------------------------------- | ------------------- |
| 1   | 1988年2月3日   | ビクター／Invitation       | LP     | VIH-28320    |                                                                 | [ 3 ] [ 4 ]         |
| 2   | 1988年2月3日   | ビクター／Invitation       | CD     | VDR-1483     |                                                                 | [ 4 ] [ 102 ] [ 2 ] |
| 3   | 1988年2月3日   | ビクター／Invitation       | CT     | VCF-10347    |                                                                 | [ 4 ]               |
| 4   | 2002年1月23日  | ビクターエンタテインメント | CD     | VICL-60832   | デジタル・リマスタリング盤 『MORAL-TRANCE MIX』の初回限定盤付属 | [ 103 ] [ 104 ]     |
| 5   | 2003年12月25日 | ビクターエンタテインメント | CD     | VICL-61292   | 上記の単品リリース                                              | [ 105 ] [ 106 ]     |
| 6   | 2004年1月21日  | ビクターエンタテインメント | DVD    | VIAL-60009   | DVD-Audio規格 24bit/192kHz                                      | [ 107 ]             |
| 7   | 2013年1月15日  | ビクターエンタテインメント | AAC-LC | -            | デジタル・ダウンロード                                          | [ 108 ]             |

## MORAL-TRANCE MIX
『MORAL-TRANCE MIX』（モラル　トランス・ミックス）は、日本のロックバンドであるBOØWYのファーストアルバムのリミックス・アルバム。
2002年1月23日にビクターエンターテインメントからリリースされた。リリース形態は通常盤と、オリジナル音源『MORAL』（初回盤のみ『MORAL+3』）のデジタルリマスター盤を付属した2枚組がある。ジャケット写真中央の「BOØWY」の色が銀色の物が初回盤（『MORAL-TRANCE MIX』、『MORAL+3』デジタルリマスター盤の2枚組）である。同じく「BOØWY」の色が金色の物が通常盤で『MORAL-TRANCE MIX』のみの1枚である。なお『MORAL+3』のデジタルリマスター盤は後日要望多数により、単品盤でリリースされた。ちなみにこの単品盤の「BOØWY」の色は白である。
オリコンチャートでは最高位第13位の登場回数4回で売り上げ枚数は4.5万枚となった。この売り上げ枚数はBOØWYのアルバム売上ランキングにおいて第21位となっている。

### スタッフ・クレジット
- 宮本茂男 – マスタリング・エンジニア (FLAIR)
- JET MORE (12th PLANET design) – アート・ディレクション、デザイン
- フィリップ・A・ミラー（パイロン） – ビジュアル・コーディネーション

### 収録曲
| #         | タイトル                       | 作詞      | 作曲・編曲 | リミックス担当           | 時間 |
| --------- | ------------------------------ | --------- | ---------- | ------------------------ | ---- |
| 1.        | 「INTRODUCTION」               |           |            |                          | 0:36 |
| 2.        | 「IMAGE DOWN」(Joujouka)       |           |            | JOUJOUKA DJ TEAM RMX     | 6:36 |
| 3.        | 「SCHOOL OUT」(Tarro Joy)      |           |            | TARRO JOY                | 4:23 |
| 4.        | 「ÉLITE」(W.M.P)               |           |            | W.M.P                    | 5:51 |
| 5.        | 「GIVE IT TO ME」(Nick Taylor) |           |            | ニック・テーラー         | 6:29 |
| 6.        | 「NO N.Y.」(Joujouka)          |           |            | JOUJOUKA DJ TEAM RMX     | 6:08 |
| 7.        | 「MASS AGE」(Joujouka)         |           |            | JOUJOUKA DJ TEAM RMX     | 7:46 |
| 8.        | 「WATCH YOUR BOY」(Tarro Joy)  |           |            | TARRO JOY                | 3:17 |
| 9.        | 「RATS」(Jet More)             |           |            | JET MORE                 | 7:14 |
| 10.       | 「MORAL」(Joujouka)            |           |            | JOUJOUKA DJ TEAM RMX     | 5:30 |
| 11.       | 「GUERRILLA」(Electric Tease)  |           |            | エレクトリック・ティーズ | 8:21 |
| 12.       | 「ON MY BEAT」(Raijin/W.M.P)   |           |            | RAIJIN、W.M.P            | 5:39 |
| 13.       | 「ENDLESS」(W.M.P)             |           |            | W.M.P                    | 5:58 |
| 合計時間: | 合計時間:                      | 合計時間: | 73:48      |                          |      |

### リリース日一覧
| No. | リリース日    | レーベル                     | 規格    | カタログ番号  | 備考                   | 出典            |
| --- | ------------- | ---------------------------- | ------- | ------------- | ---------------------- | --------------- |
| 1   | 2002年1月23日 | ビクターエンターテインメント | 2枚組CD | VICL-60832～3 | 初回限定盤             | [ 103 ] [ 104 ] |
| 2   | 2002年1月23日 | ビクターエンターテインメント | CD      | VICL-60831    | 通常盤                 | [ 110 ] [ 111 ] |
| 3   | 2013年1月15日 | ビクターエンターテインメント | AAC-LC  | -             | デジタル・ダウンロード | [ 112 ]         |